# Fashion TV
Fashion TV je međunarodna televizija sa sjedištem u Beču koja prikazuje snimke iz svijeta mode, 24 sata dnevno.
Osnovao ju je 1997. godine Michel Adam Lisowski.
U Hrvatskoj se emitira putem kabelskih operatera B.net i MAXTV.